# Koczurowo
Koczurowo (ros. Кочурово) – wieś w Rosji, w rejonie ust-kubińskim obwodu wołogodzkiego. W 2002 r. liczyła 2 mieszkańców, a w 2010 r. była niezamieszkana.